# Parc du Blanc-Mesnil (métro de Paris)
Parc du Blanc-Mesnil est le nom provisoire d'une future station de métro située au Blanc-Mesnil sur la ligne 16 du métro de Paris.
La construction de la ligne 16 a été déclarée d'utilité publique le 28 décembre 2015.

## Caractéristiques
La station souterraine de la ligne 16 sera située en lisière du parc Jacques-Duclos. Elle occupera une parcelle du complexe sportif Paul-Langevin, le bâtiment voyageur étant accessible depuis l'avenue de la Division Leclerc. Sa conception est confiée aux architectes Jérôme Berranger et Stéphanie Vincent de l'agence d'architecture Berranger et Vincent Architectes.
Noémie Goudal conçoit une œuvre artistique pour la station Le Blanc-Mesnil en coordination avec les architectes Jérôme Berranger et Stéphanie Vincent.
La station comportera également sur ses quais une fresque de Chloé Wary.

## Construction
Les travaux préparatoires ont démarré début 2018.
La réalisation de la station est pilotée par le groupement Egis Rail / Tractebel. Les travaux de génie civil sont attribués à un groupement constitué d’Eiffage Génie Civil, en qualité de mandataire et de Razel Bec, Eiffage Rail, TSO et TSO Caténaires en tant que cotraitants. Le démarrage de la construction de la station est prévu début 2019 pour une livraison en 2026.
En février 2021, Eiffage, à travers ses filiales Eiffage Construction et Eiffage Énergie Systèmes, est désigné lauréat par la SGP des contrats pour la réalisation des travaux d'aménagement tous corps d'état de la station ainsi que de six ouvrages de service. D'une surface utile de 5 600 m2, cette station de métro, imaginée par le cabinet Berranger & Vincent Architectes, s'inspire des serres horticoles et des kiosques de jardin public.
Après avoir terminé l’installation du chantier avenue de la Division Leclerc en 2019, l’entreprise chargée des travaux a réalisé les murs souterrains de la gare et creusé sa partie inférieure jusqu'en juillet 2020. La gare a ensuite été traversée par le tunnelier Armelle fin 2021. En mars 2022, la construction des différents niveaux souterrains a débuté. Les équipes procèdent désormais à leur aménagement et à leur équipement : maçonnerie, peinture, pose des cloisons, installation des escaliers mécaniques… Au niveau des quais, le tunnel de la ligne 16 traversant la gare est entièrement équipé de rails.
En surface, la construction du bâtiment qui abritera les locaux techniques de la gare est terminée. En 2024, la charpente métallique de l’émergence de la gare a été entièrement assemblée puis progressivement recouverte de verre, révélant l’architecture du bâtiment imaginé par les architectes Jérôme Berranger et Stéphanie Vincent.  